# Campeonato Mundial de Halterofilia de 2028
El XCIII Campeonato Mundial de Halterofilia se celebrará en Caracas (Venezuela) en el año 2028 bajo la organización de la Federación Internacional de Halterofilia (IWF) y la Federación Venezolana de Halterofilia.